# Cá voi mõm khoằm Gervais
Cá voi mõm khoằm Gervais (Mesoplodon europaeus) là một loài động vật có vú trong họ Ziphiidae, bộ Cetacea. Loài này được Gervais mô tả năm 1855.
Loài này là loài lớn nhất của các loài cá voi mesoplodon và có tầm vóc mảnh dẻ, thon dài và hẹp theo bề ngang so với những loài khác. Cá voi đực dài 4,5 m còn con cái dài ít nhất 5,2 mét và có thể nặng hơn 1200 kg. Cá voi con được cho là dài 2,1 m. Một mẫu vật cá voi ở bãi biển có thể đã được 48 tuổi.
Kể từ khi phát hiện mẫu vật, nó đã được tìm thấy ngoài khơi bờ biển phía đông của Hoa Kỳ, Ireland, quần đảo Canary, Tây Phi, và Đảo Ascension. Tháng 8 năm 2001, một mẫu vật được tìm thấy ngoài khơi São Paulo, Brazil.